# Tōzen-ji

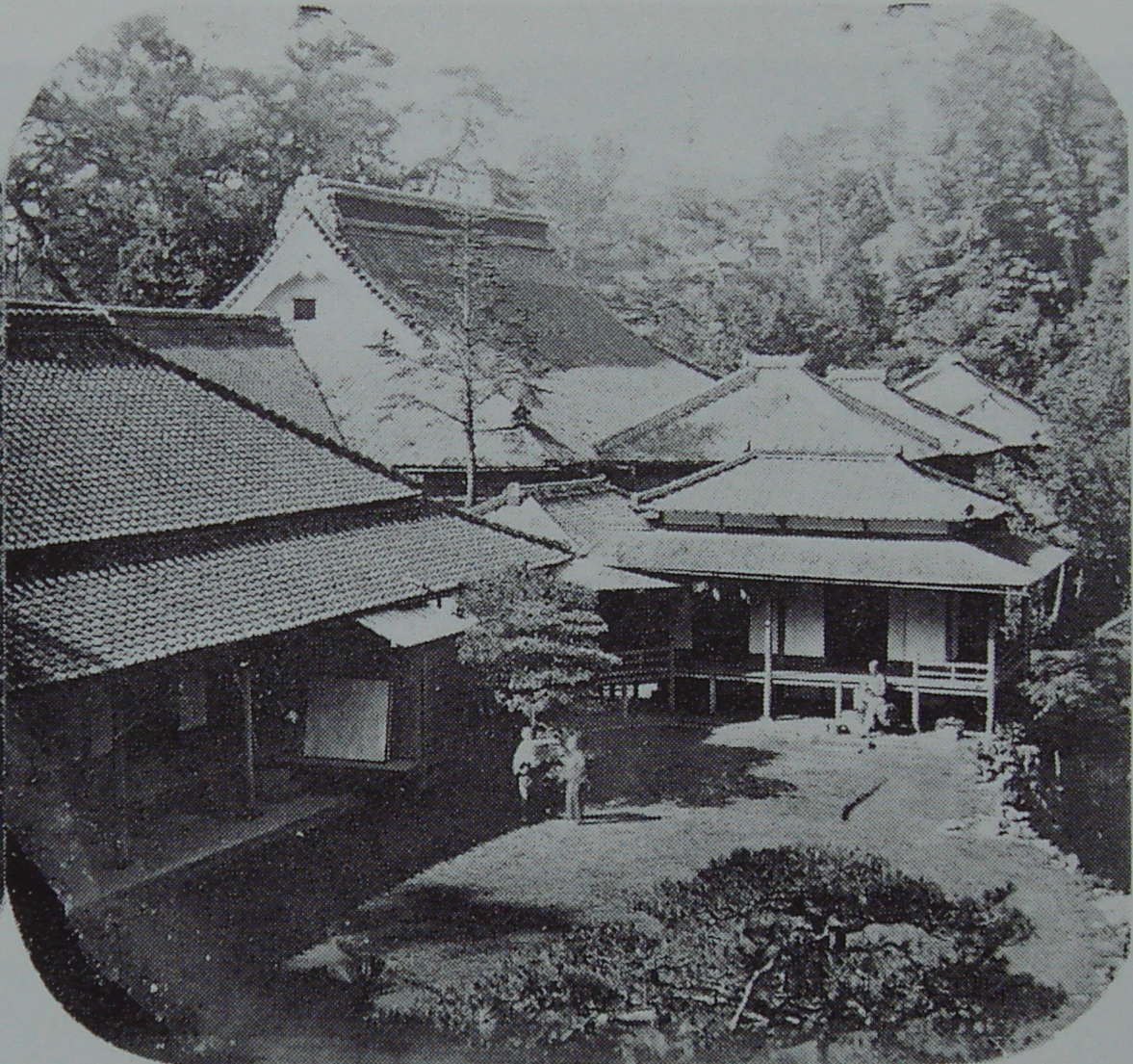
Il Tōzen-jii negli anni sessanta dell'Ottocento

Tōzen-ji (東禅寺?) è un tempio buddhista situato nel quartiere di Takanawa a Minato, Tokyo, in Giappone. Appartiene alla scuola Rinzai del buddhismo Zen, la cui sede principale si trova nel Myōshin-ji di Kyoto. Durante il XIX secolo ospitò la legazione britannica in Giappone e fu luogo del cosiddetto incidente del Tōzen-ji.

## Storia
Il Tōzen-ji fu fondato ad Akasaka nel 1613 da Reinan Osho, un sacerdote originario della provincia di Hyūga, prima di essere ricollocato nella sua odierna posizione nel 1636. Il tempio era situato sulla Tōkaidō in prossimità del mare, e per questo motivo l'entrata principale, oggi scomparsa, recava incise le parole Kaijō zenrin, "la foresta Zen sul mare". Durante il periodo Edo era considerato il tempio di famiglia di vari clan, tra cui i Date di Sendai, gli Ikeda di Ōmi, gli Inaba di Usuki, i Suwo di Shinano, i Tamura di Ichinoseki e i Mōri di Bungo.
Nel 1859, a seguito del trattato di amicizia e commercio anglo-giapponese, il tempio fu scelto come sede della legazione britannica. Nonostante lo shogunato Tokugawa avesse sconsigliato Edo (la moderna Tokyo) come possibile sede, il console Rutherford Alcock optò per il Tōzen-ji in virtù della sua posizione strategica, che permetteva la comunicazione con le navi del vicino porto, e per la bellezza del posto. Al tempo i residenti stranieri in Giappone non potevano ritenersi al sicuro, avendo a che fare giornalmente con l'ostilità dei giapponesi nei loro confronti. La Tōkaidō, per via della sua posizione centrale, risultava essere particolarmente pericolosa. Nel 1860, l'interprete di Alcock fu assassinato di fronte al cancello della legazione, e l'anno successivo lo stesso edificio fu preso d'assalto da un gruppo di rōnin del feudo di Mito, il cui attacco fu respinto da Alcock e i suoi collaboratori. L'oku-shoin (il salotto sul retro) e il genkan (l'entrata) portano ancora oggi visibili i segni lasciati dalle spade degli assalitori.